# ساعة (تعمية)
الساعة (بالإنجليزية: Clock)‏ في علم التعمية، هي طريقة اخترعها عالم الرياضيات البولندي يجي روجيتسكي [الإنجليزية]، في الفريق البولندي العام (Biuro Szyfrów أي مكتب التعمية)، لتسهيل فك تعمية الرسائل الألمانية المعماة بواسطة آلة إنجما. مكّنت هذه الطريقة في بعض الأحيان من تحديد أي من دوّارات آلة إنجما في أقصى اليمين، في موضع يدور فيه الدوّار عند كل ضغطة زر.

## اقرأ أيضًا
- مكتب التعمية